# Porc
El porc (Sus scrofa domestica) és una subespècie domèstica del senglar. També se li sol donar el nom científic Sus scrofa scrofa, encara que alguns taxonomistes utilitzen el terme Sus domestica i reserven el de Sus scrofa per al porc senglar.
La majoria dels porcs domèstics tenen el pèl més aviat escàs que cobreix en la seva pell. Hi ha algunes races de pèl llanut (porc Mangala) i algunes foren molt populars en el passat. Quan els porcs domèstics s'escapen es converteixen en senglars en moltes parts del món (per exemple, a Nova Zelanda) i causen danys ambientals de consideració.
El porc aparegué a finals del Quaternari a l'Àsia Menor i la regió del Turquestan. Els senglars ja es trobaven en associació amb els humans entre el 13000 a 12700 aC. Després s'anà estenent per l'Àsia sencera abans d'establir-se a l'Àfrica i a Europa.
Els porcs es crien primàriament per al consum de la carn. Els ossos, el cuir i les cerres de l'animal se'ls transforma en articles com pinzells. Algunes races, com la del porc vietnamita, també són animals de companyia.

## Etimologia
El porc mascle és anomenat més comunament simplement porc, però també bacó, mentre que la femella és anomenada truja més comunament, i també porca, verra o bacona. La cria és anomenada garrí o porcell. Altres variants de noms per a les cries son godall, godí, verratell, marranxó o marrinxó, mentre que el porc que encara mama es diu lletó o nodrís. Un conjunt de porcells nats d'un mateix part es diuen porcellada, i també garrinada, i un ramat de lletons o porcells petits es diuen lletigada.
Pel que fa a la truja destinada a la cria es diu llavora, mentre que la destinada a la lactància s'anomena marrinxa. Un ramat de truges o de truges i garrins es diu trujada. El porc no castrat i destinat a la cria es diu marrà o verro, mentre que el capat per engreixar es diu marranís.
Un ramat o conjunt de porcs de tots tipus es diu porcada i el xiscle que emeten, així com el de la llebre i la rata, rep en català el nom de güell o esgüell.

## Descripció

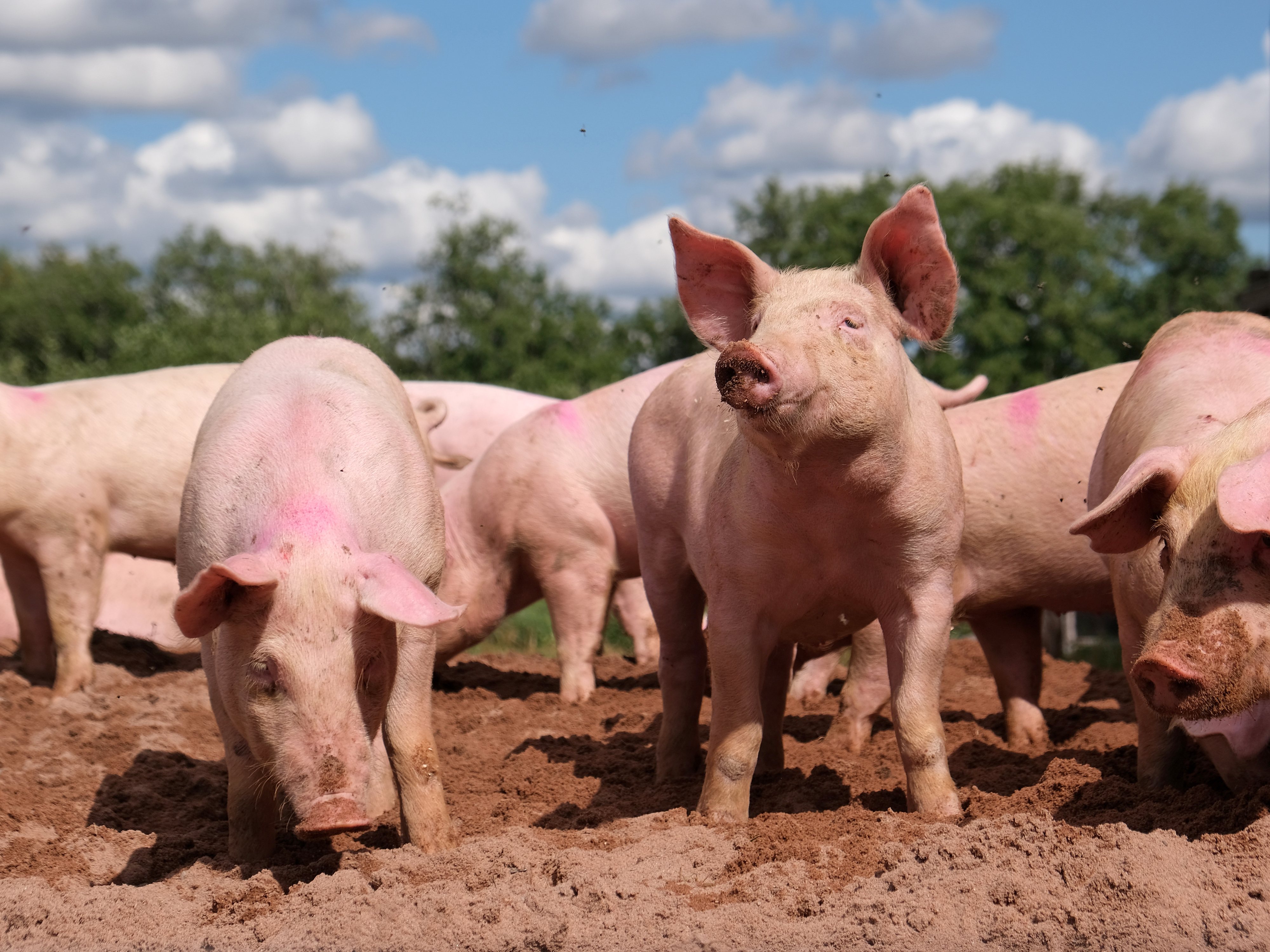
Porcs en explotació extensiva

Els porcs tenen un cap gran amb un musell llarg que s'enforteix gràcies a un os prenasal especial i un disc de cartílag a la punta. El musell l'utilitzen per excavar el terra per trobar menjar, i l'olfacte el tenen molt agut. Tenen quatre dits amb peülles en cada peu, amb els dos dits centrals grans suportant la majoria del pes de l'animal, però els dos exteriors també els utilitzen en terres més toves. La fórmula dental dels porcs adults és {\displaystyle {\tfrac {3.1.4.3}{3.1.4.3}}}, donant un total de 44 dents. Les dents del darrere estan adaptades per triturar. En els mascles, les dents canines poden formar ullals, que poden créixer contínuament i s'esmolen a causa del fet que estan contínuament tocant a terra contínuament els uns contra els altres.
La majoria de porcs tenen més aviat pèl escàs que cobreix la seva pell, tot i que també es coneixen races que sí que en tenen, com el porc mangala.
Els porcs tenen les glàndules sudorípares apocrina i eccrina, tot i que l'última apareix limitada al musell i a les àrees dorsals nasals. Tot i això, els porcs, com altres mamífers que no mostren pèl (com ara elefants, rinoceronts i rates talp nues), no utilitzen les glàndules sudorípares termals per al refredament. Els porcs són menys capaços que altres mamífers de perdre calor de mucoses molles a la boca durant el panteix. La seva zona termoneutral es troba entre 16 i 22 °C. A temperatures més altes que aquestes, els porcs perden calor en rebolcar-se en fang o en aigua, tot i que se suggereix que rebolcar-se els podria servir per a altres funcions, com ara com a crema solar, control ecto-paràsit i fer olor.

## Classificació
El porc es tracta sovint com a subespècie del seu avantpassat salvatge, el senglar, al qual se'l va anomenar Sus scrofa per Carl von Linné el 1758, en el seu cas el nom formal és Sus scrofa domesticus. L'any 1777, Johann Christian Polycarp Erxleben va tractar el porc com a espècie separada del senglar. Li va donar el nom de Sus domesticus, el qual encara és utilitzat per alguns taxonomistes.

## Biologia
Contràriament als bovins ovins i caprins que són remugants, el porc és monogàstric i omnívor. La seva alimentació és cabdal en el gust de la carn. La gestació dura entre tres i quatre mesos i pareixen de nou a dotze porcells en cada ventrada.
S'adapta a tots els climes, des dels subàrtics als tropicals i per això es troba com animal de granja en llocs tan diversos com Finlàndia i Nova Guinea.

### Origen
Les proves arqueològiques suggereixen que els porcs aparegueren com a acte de domesticació dels porcs senglars. Aquest procés adaptatiu es remunta a un període que se situa entre el 13000 i el 12700 aC i es produí a la conca del riu Tigris, al Pròxim Orient. Els animals eren tractats d'una manera similar a com ho fan els indígenes de Nova Guinea. Restes de porcs trobades a Xipre han estat datades entorn l'11400 aC; si tenim en compte que haurien d'haver estat introduïts a partir del comerç amb el continent, aquest fet suggereix que en aquella època es produí una domesticació en terres adjacents. Hi va haver també un procés de domesticació del porc a la Xina, que succeí de manera paral·lela i independent.
Les proves d'ADN existents en restes fòssils de dents i mandíbules de porcs que van viure a Europa durant el Neolític mostren que els primers porcs domèstics provenien del Pròxim Orient. Això va estimular la domesticació dels porcs senglars locals, fet que resulta un procés de domesticació amb el Pròxim Orient de tercer nivell. Els porcs domèstics moderns s'han involucrat en complexos intercanvis amb les línies europees domèstiques que s'exporten, al seu torn, al Pròxim Orient. Els registres històrics indiquen que els porcs d'Àsia foren introduïts a Europa durant el segle xviii i principis del xix.
La naturalesa adaptable i la dieta omnívora del porc senglar va permetre als humans domesticar-lo fàcilment. Els porcs s'utilitzen sobretot com a aliment, però les primeres civilitzacions també utilitzaven les pells dels porcs per a fer-ne escuts, ossos per a eines i armes i els pèls per a raspalls. Els porcs foren portats al sud-est de Nord-amèrica des d'Europa, per Hernando de Soto i altres exploradors espanyols. Quan els porcs s'escapaven es tornaren salvatges i eren utilitzats pels nadius com a aliment.
Amb el voltant de mil milions d'individus vius, el porc domesticat és un dels grans mamífers més nombrosos del planeta.

### Races més importants
A tot el món predominen races molt millorades genèticament, originàries en general d'Europa i Nord-amèrica. Són, entre d'altres, les anomenades "Yorkshire", "Duroc", "Landrace", "Pietrain" i "Large White". Totes aquestes creixen amb facilitat i produeixen menys greix que les varietats tradicionals. A més, són més exigents en la qualitat del menjar. Habitualment es fan encreuaments entre les diferents races i la producció és molt tecnificada.
El porc ibèric és una varietat tradicional de la península Ibèrica –més concretament de Castella i Lleó, d'Extremadura, d'Andalusia, de l'Alentejo, entre altres llocs–, amb el color de la pell fosca i molt adaptat a l'ambient de la devesa. Segons com s'hagi criat, el producte resultant adquireix uns determinats gusts. Quan creix a l'aire lliure de manera extensiva pastura i aprofita les glans dels roures, les alzines i els garrics. Així és com s'obtenen els pernils i els embotits més apreciats.
A les Illes Balears, hi ha també la raça autòctona del porc negre, també conegut com a porc negre mallorquí o porc negre menorquí.

## Comportament

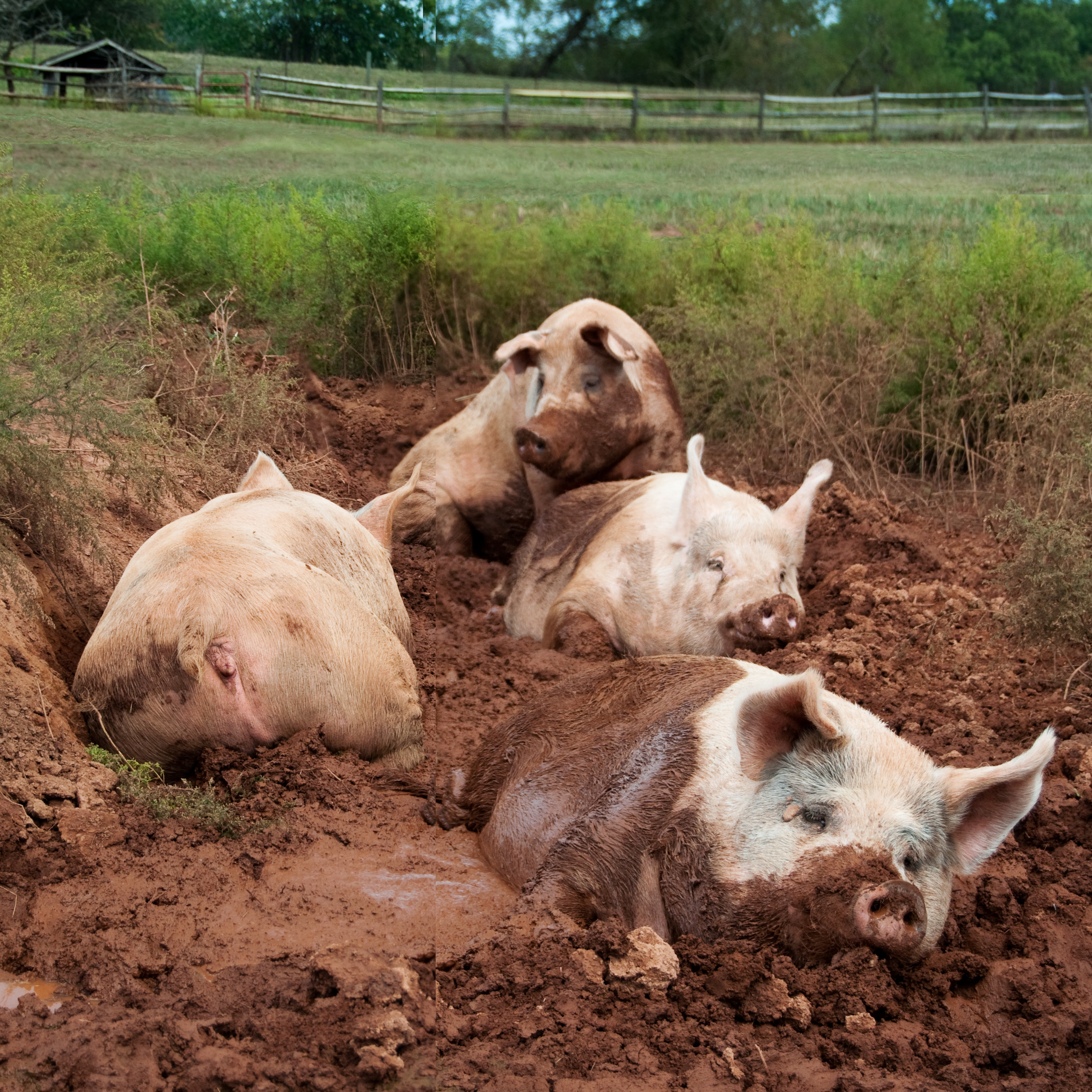
Porcs rebolcant-se en el fang

El comportament dels porcs s'assembla més al dels humans i els gossos, més que el bestiar boví o caprí; de diverses maneres, el seu comportament sembla un entremig entre el dels carnívors i els artiodàctils més evolucionats. Els porcs busquen la companyia d'altres porcs i sovint s'ajunten per mantenir el contacte físic, tot i que de manera natural no formen grans grups.
Si les condicions ho permeten, els porcs domesticats mengen contínuament durant moltes hores i després dormen més hores, contrastant amb els remugants que tendeixen a menjar durant poc temps i dormir també durant poc temps. Els porcs són omnívors i molt versàtils en el seu comportament a l'hora de menjar. Poden sobreviure bé com a necròfags. A la natura, són animals farratgers, i mengen sobretot fulles, herbes, arrels, fruites i flors. Els porcs són intel·ligents i es poden entrenar per fer tasques i trucs. Recentment, ha crescut la popularitat com a mascotes de casa, sobretot les races nanes.
Molt rarament, tant de manera natural com a resultat d'un comportament estrany agressiu, o potser com a resultat d'un procés patològic que altera la seva disposició, els porcs de granja es tornen agressius, i els seus propietaris els fereixen i els mengen.

### Alletament i comportament dels garrins

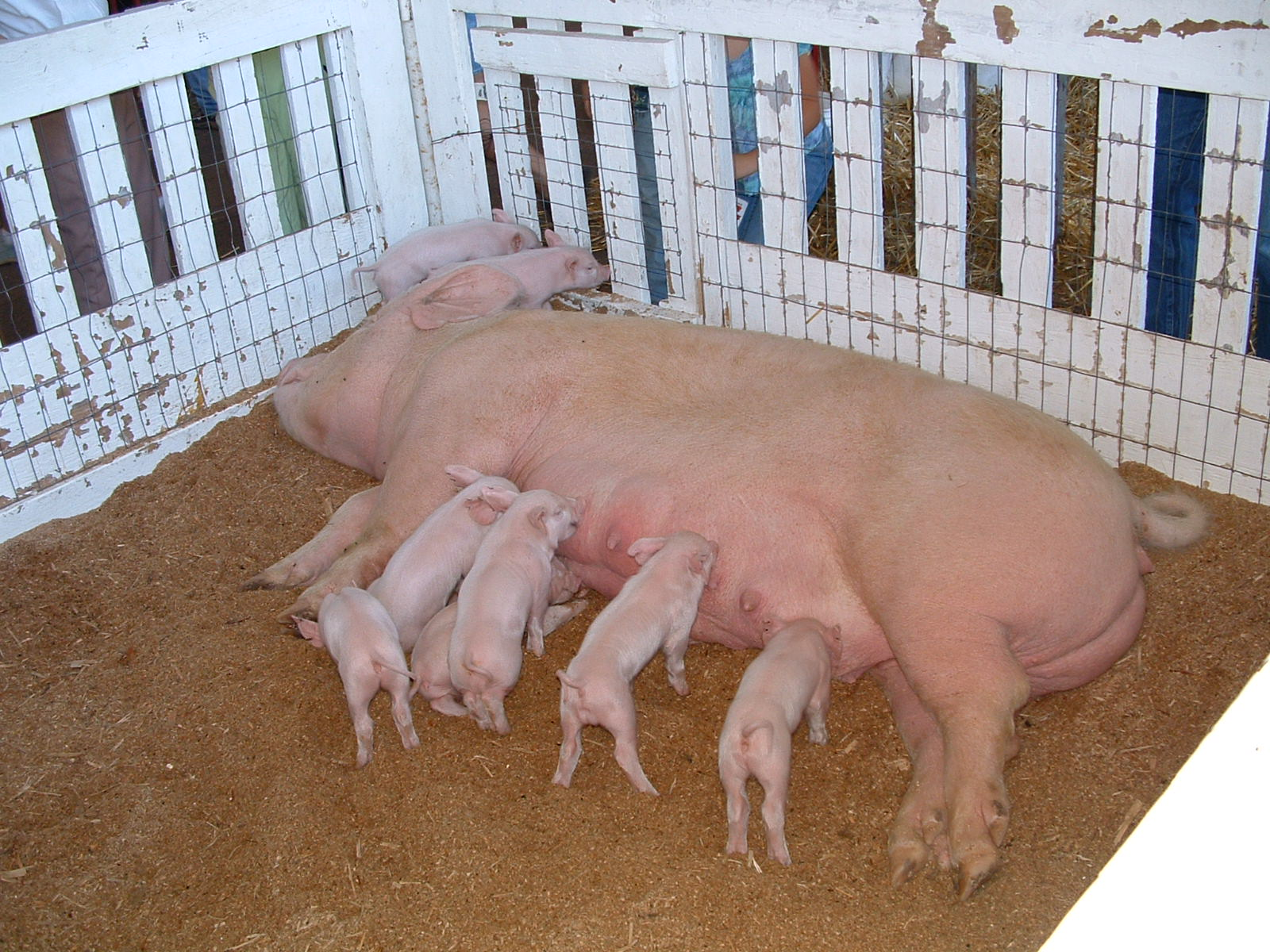
Una truja alletant als seus garrins. Cal destacar el gran ús dels mugrons anteriors així formant ordre de mugrons

Comparat amb la majoria d'altres mamífers, els porcs mostren un comportament d'alletament i de mamar complex. L'alletament es fa cada 50–60 minuts, i la truja necessita estimulació dels garrins abans que la llet comenci a sortir. Les entrades sensorials (vocalització, olors dels fluids mamaris i de naixement i els patrons de pèl de la truja) són molt importants immediatament del post-naixement per facilitar la localització dels mugrons als garrins. Al principi, els garrins competeixen per una posició a la mamella, i després cada garrí fa massatges al voltant del seu respectiu mugró amb el seu musell; durant aquest temps la truja gruny en intervals lents i regulars. Cada seguit de grunyits varia en freqüència, to i magnitud, indicant les fases de l'alletament als garrins. La fase de competició pels mugrons i d'ensumar la mamella acaba al cap d'un minut, quan la llet comença a fluir. En la tercera fase, els garrins agafen els mugrons amb les seves boques i xuclen amb moviments bucals lents (un per segon), i la velocitat dels grunyits de la truja creix durant uns 20 segons. El pic de nombre de grunyits en la tercera fase no coincideix amb l'ejecció de llet però sí amb el despreniment d'oxitocina de la hipòfisi al corrent sanguini. La fase quatre coincideix amb el període de fluid principal de llet (10–20 segons) quan els garrins de sobte es retiren lleugerament de la mamella i comença a xuclar amb moviments bucals ràpids d'uns tres per segon. La truja gruny ràpidament, més greu en to i sovint en grups ràpids de tres o quatre, durant aquesta fase. Finalment, el corrent de llet para, com també els grunyits de la truja. Els garrins es llancen llavors de mugró en mugró i tornen a començar a xuclar en moviments lents, o olorant la mamella. Els garrins fan massatges i mamen els mugrons de la truja després que el corrent de llet para com a manera de donar a conèixer a la truja el seu estat nutritiu. Això ajuda a regular la quantitat de llet despresa de cada mugró en alletaments futurs. Com més intens és el massatge d'un mugró després de menjar, més gran serà l'alliberament de llet des d'aquell mugró.

### Sentits
Els porcs tenen una visió panoràmica d'aproximadament 310º i una visió binocular d'entre 35º i 50º. Es pensa que no tenen acomodació; altres animals que no tenen acomodació (per exemple, les ovelles) aixequen el seu cap per veure objectes situats a llargues distàncies. La mesura de la visió de color que tenen els porcs encara és font de debat, tanmateix, la presència de cons a la retina amb dues sensitivitats diferents de llargada d'ona (blau i verd) suggereix que com a mínim tenen una mica de visió en color. Els porcs són inquisitius i s'hauria de recordar a l'hora de moure'ls. Si no se'ls apressa i poden explorar mentre caminin, es poden portar amb menys esforç.
Els porcs tenen un sentit d'olfacte molt desenvolupat, i se'n fa ús a Europa on s'entrenen específicament per trobar tòfona sota terra. S'utilitzen més els estímuls olfactoris que no pas els visuals en la identificació d'individus de la mateixa espècie. L'oïda també està ben desenvolupada i la localització de sons es fa movent el cap. Els estímuls auditius s'usen extensivament pels porcs com a mitjà de comunicació en totes les activitats socials. Transmeten estímuls aversius o alarmes als coespecífics no només amb senyals auditius sinó que també amb feromones. De manera similar, el reconeixement entre la truja i els seus garrins es fa mitjançant senyals vocals i olfactoris.

## Animal de companyia

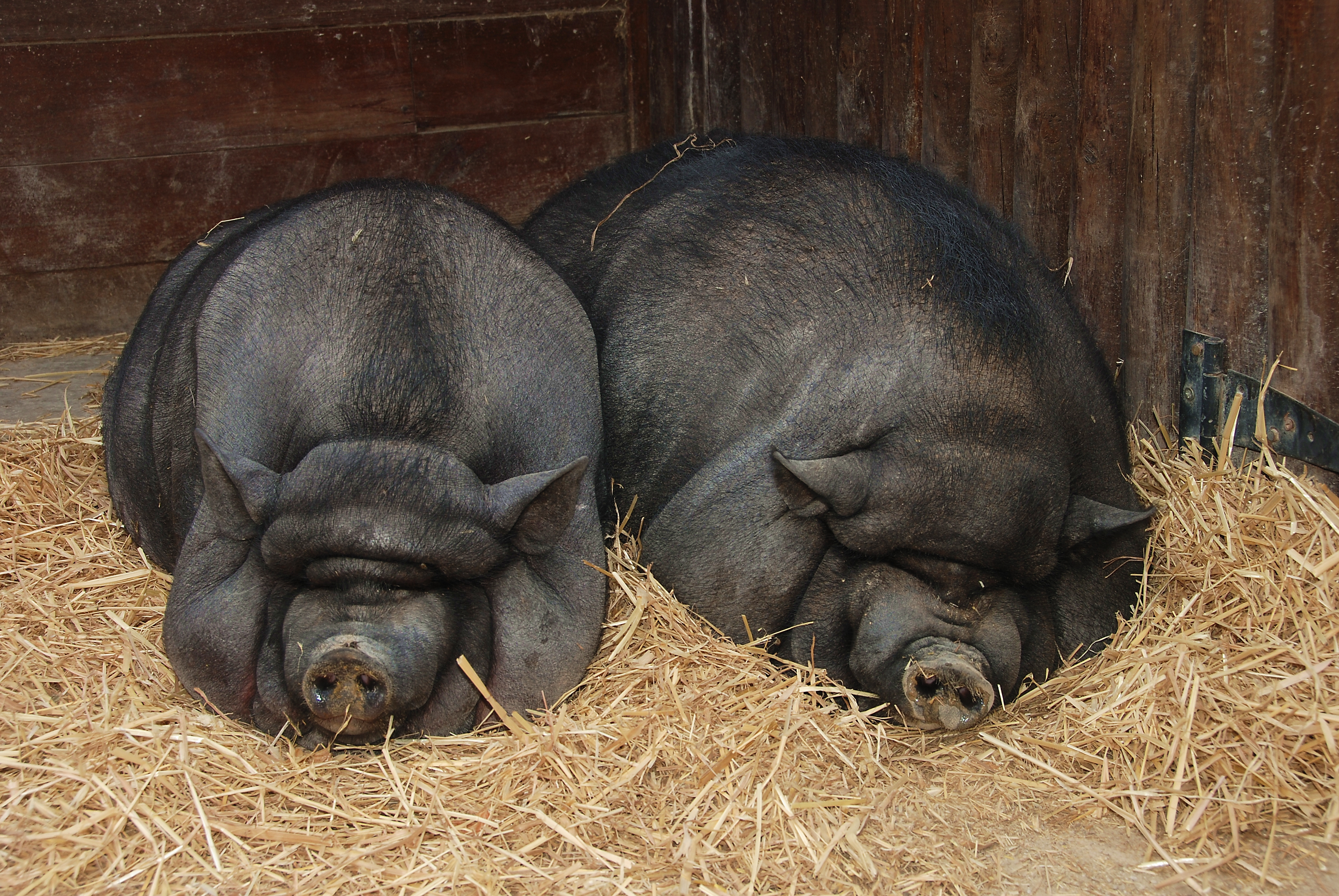
Dos porcs vietnamites, una raça de porc originària del Vietnam

Els porcs vietnamites, un tipus de porc petit, s'han fet populars com a animals de companyia de casa als Estats Units a partir de la part més tardana del segle xx. També se sap de porcs de corral mantinguts dins de cases, però a causa de llur gran mida i de llurs tendències destructives, sovint s'han de moure en cledes exteriors a mesura que es fan grans. La majoria de porcs tenen por que els agafin per l'estómac, però sovint es calmen un cop es tornen a deixar a terra. Poques vegades s'utilitzen per a fer-los treballar, amb l'única gran excepció dels porcs de la tòfona, que són porcs normals domesticats per a trobar tòfona.
Els porcs miniatura, criats específicament perquè siguin petits, poden pesar entre 12 i 30 kg. Van guanyar popularitat a la fi de l'any 2009 després de diversos articles de premsa van afirmar que eren populars entre algunes personalitats famoses com Rupert Grint de la saga de Harry Potter. Malgrat les afirmacions que els porcs seran petits durant tota la vida, aquests porcs podrien créixer fins a una gran talla, comparable a altres races porcines. També hi ha els Royal Dandies, una raça de porc que és molt petita.

## Gastronomia
Tradicionalment hom deia que d'un porc s'aprofita tot.
De la carn del porc s'obtenen el pernil i la cansalada. Amb la carn, el greix, diversos òrgans, l'intestí i la sang es poden preparar embotits, com la botifarra, el xoriço, la sobrassada i el fuet entre d'altres.
El porc té un paper fonamental dins la cultura catalana. Forma part de moltes festes –laiques i seculars– i dels plats i les especialitats culinàries de bona part del territori. Aquesta importància, aquesta presència als Països Catalans, com en moltes altres àrees d'Occident, es reforça durant l'edat mitjana, encara que de porc se'n consumeix des de la prehistòria. Per una banda, per la facilitat que suposa la cria i l'engreix d'aquest animal (és omnívor i resisteix les baixes temperatures) i, per l'altra, per raons simbòliques derivades de la religió. El porc és un aliment prohibit per les dues altres grans religions que han confluït a Occident: el judaisme i l'islam. No és estrany, per tant, que aquest animal es convertís en símbol alimentari del cristianisme i diferenciador respecte de les altres dues creences. Un bon exemple és l'escudella i carn d'olla, plat nacional de Catalunya, menja diària fins fa ben poc a la major part de les cases i plat principal el dia de Nadal. Com en el cas dels seus germans (el cocido castellà, el pot-au-feu francès…), l'escudella prové de l'ancestral adafina jueva. A diferència d'aquesta, l'escudella duu una gran quantitat de porc (fresc i salat): peu, os de pernil, orella, carn picada per a la pilota, botifarra… El porc es va començar a utilitzar per «cristianitzar» l'«adafina».
En la gastronomia dels Països Catalans, s'ha de remarcar també un gran nombre d'embotits diversos amb la carn de porc trinxada i embotida en el mateix intestí. Especialment, les botifarres: des de la botifarra crua amb sal i pebre, passant per les cuites com la de perol, la negra (amb sang) o la d'ou, fins a les versions assecades com les llonganisses, fuets i somalles. Enmig, especialitats locals entre les quals destaca la sobrassada balear. Aquestes conserves són la conseqüència de l'antiga matança del porc i la immediata necessitat de processar la carn abans que es corrompés. A més de la carn més o menys magra per a embotits i guisats, del porc es mengen tots els menuts i a Catalunya se'n té especial tradició: els peus, les orelles, les tripes, la cua… Les textures gelatinoses d'aquestes parts són una menja per si soles o formen part, amb altres productes, de receptes i embotits.

## Marca Q

Logotip marca Q

Els porcs criats a Catalunya poden adherir-se al segell alimentari Marca Q de qualitat alimentària, certificació oficial atorgada pel Departament d'Agricultura, Ramaderia, Pesca i Alimentació de la Generalitat de Catalunya regulada per l'ordre de 26 d'octubre de 2001.
La carn de porc emparada sota aquest distintiu prové d'animals procedents de les races Duroc, Large White, Landrace, Blanc Belga, Pietrain i Hamshire. El percentatge total d'intervenció de les races Blanc Belga i Pietrain en la formació del producte final ha de ser inferior al 30%.
Els animals destinats a produir carn emparada sota la Marca Q han de procedir exclusivament de programes de producció en cicle tancat que incloguin la granja de naixement dels garrins i les granges d'engreix.
Les fórmules del pinso s'hauran de notificar al Servei de Producció Ramadera del DAAAR, i en la seva elaboració s'utilitzaran matèries primeres de qualitat i no han de presentar cap mena de deteriorament ni alteració organolèptica o de composició, i el seu emmagatzematge ha de ser, en tot moment, el més adequat.
L'edat de sacrifici dels porcs ha de ser com a mínim de 150 dies i el pes mínim de 110 quilograms. Els mascles han d'haver estat convenientment castrats. Els escorxadors hauran d'estar a una distància màxima de 250 km i els animals hauran de romandre en repòs presacrifici un mínim de 2 hores fins a un màxim de 10 hores.
La carn que procedeix d'aquests animals ha de presentar un color rosat, amb greix de color blanc cremós i ha de ser consistent i de textura suau. Les canals o peces comercialitzables emparades per la marca Q es venen de manera separada de les altres carns i convenientment identificades. En cas d'especejament, les peces van identificades amb el logotip de la Marca Q i amb un número que permeti fer el seguiment de la traçabilitat.
Al punt de venda, el consumidor podrà distingir el porc Marca Q perquè portarà un Certificat de Garantia amb la informació següent: data de sacrifici, número d'identificació de la canal Marca Q, logotip de la Marca Q, pes i empresa adjudicatària.
La carn de porc Marca Q també es pot vendre filetejada i envasada. En aquest darrer cas l'etiqueta, a part del que estableixi la Norma General d'Etiquetatge, portarà un número identificatiu que en permeti la traçabilitat. En cap cas no es pot comercialitzar carn ni canals congelades.

## Problemàtica mediambiental
L'estabulació generalitzada dels animals dins granges amb un gran nombre de caps i l'elevada quantitat de granges a determinades comarques com a Osona i al Segrià fa que es generin les dejeccions o purins i provoquen un greu problema mediambiental, puix que es pol·lueixen les aigües freàtiques. Tanmateix, les terres de conreu necessiten molta matèria orgànica que aquests residus poden proporcionar si es reïx a gestionar-los adequadament.

## Significats religiosos
Les excavacions arqueològiques mostren que al segle xiii a les terres altes d'Israel hi va haver tribus cananees que van passar d'una cultura nòmada a una de sedentària que a diferència dels habitants de les terres baixes sedentàries de temps anteriors no incloïen el porc en la seva dieta. L'antropòleg Marvin Harris defensa que criar porcs en un clima desèrtic no és una opció racional, perquè és insostenible, ja que els porcs necessiten grans quantitats d'aigua. Per un procés natural, a poc a poc va ésser abandonada la seva cria que restava només reservada a les classes dirigents, i per a evitar conflictes es va sancionar religiosament, i així va ser recollit en el Levític 11:
| «         | 1 El Senyor va parlar encara a Moisès i a Aaron. Els digué: 2 --Comuniqueu això als israelites: »D'entre tots els animals terrestres, podreu menjar 3 els que tenen la peülla partida i remuguen. 4 Però, pel que fa als animals remugants i als que tenen la peülla partida, no en menjareu els següents, que heu de considerar impurs: »El camell, que és remugant però no té la peülla partida. 5 »El conill, que és remugant però no té la peülla partida. 6 »La llebre, que és remugant però no té la peülla partida. 7 »El porc, que té la peülla partida però no és remugant. 8 »No mengeu la carn d'aquests animals ni toqueu els seus cadàvers. Considereu-los impurs. | » |
| — Levític | |   |

El tabú del porc continua en la tradició jueva que classifica aquest aliment com a taref. Per bé que el Levític és considerat també sagrat pels cristians aquest tabú no és considerat per ells llevat per algunes sectes extremistes com els Adventistes del Setè Dia. Sí que va passar, però a l'islam. En l'Alcorà el porc es prohibeix en 4 llocs diferents. En les sures 2:173, 5:3, 6:145 i 16:115.

## Comerç i producció
Els porcs estan adaptats a climes temperats i semitropical i es troben en moltes zones del món. L'any 2001 els principals països pel que fa al nombre d'animals eren la Xina, amb 423 milions de porcs, els Estats Units d'Amèrica, amb 59 milions; el Brasil, amb 32 milions; Alemanya, amb més de 25 milions i Espanya, amb 22 milions. A continuació es trobaven, en ordre descendent, el Vietnam, Mèxic, l'Índia, Polònia, Rússia i França. A escala mundial, l'any 2001, la població de porcs arribava gairebé els 885 milions.
Amb dades de l'any 2005 les xifres són les següents:
| Llista dels 10 principals criadors de porcs (2005)                                                                      | Llista dels 10 principals criadors de porcs (2005) | Llista dels 10 principals criadors de porcs (2005) | Llista dels 10 principals criadors de porcs (2005) | Llista dels 10 principals criadors de porcs (2005) |
| País | Producció (milions)                                |                                                    |                                                    |                                                    |
| --- | -------------------------------------------------- | -------------------------------------------------- | -------------------------------------------------- | -------------------------------------------------- |
| R.P. de la Xina | 488,8                                              |                                                    |                                                    |                                                    |
| Estats Units | 60,4                                               |                                                    |                                                    |                                                    |
| Brasil | 33,2                                               |                                                    |                                                    |                                                    |
| Vietnam | 27,0                                               |                                                    |                                                    |                                                    |
| Alemanya | 26,9                                               |                                                    |                                                    |                                                    |
| Espanya | 25,3                                               |                                                    |                                                    |                                                    |
| Polònia | 18,0                                               |                                                    |                                                    |                                                    |
| França | 15,0                                               |                                                    |                                                    |                                                    |
| Canadà | 14,7                                               |                                                    |                                                    |                                                    |
| Mèxic | 14,6                                               |                                                    |                                                    |                                                    |
| A tot el món | 960,8                                              |                                                    |                                                    |                                                    |
| Font: Organització de les Nacions unides per a l'Alimentació i l'Agricultura; FAO Arxivat 2013-01-19 a Wayback Machine. |                                                    |                                                    |                                                    |                                                    |

A Catalunya la producció del porc es concentra en grans granges de zones com Osona i el Gironès, d'on provenen moltes de les especialitats de renom, com la llonganissa de Vic. A les granges hi ha diverses varietats de porc blanc, que van començar a introduir-se durant el passat segle xx encreuades amb l'anomenat porc català, una raça autòctona ja desapareguda de la qual es tenen ben poques dades. L'últim exemplar del qual es té constància és del 1954. A les Balears s'ha conservat una raça autòctona, el porc negre, que no s'ha de confondre amb el porc ibèric i de la qual es fan les millors sobrassades artesanes o el ‘frit' mallorquí.

## Malalties
El porc pot desenvolupar cisticercosi si ha entrat en contacte amb els ous de Taenia solium que han estat expulsats a través de la femta humana.

## Porcs famosos de ficció
Miss Piggy, Babe, i Porky representen el porc domèstic en l'entreteniment i Els tres porquets, Piglet, Charlotte's Web, Zhu Bajie i Napoleó en el conte de George Orwell La revolta dels animals, el porc ponedor-lleter-llaner de Ludwig Renn són exemples de porcs en la literatura.